# Senyoria de Belleme

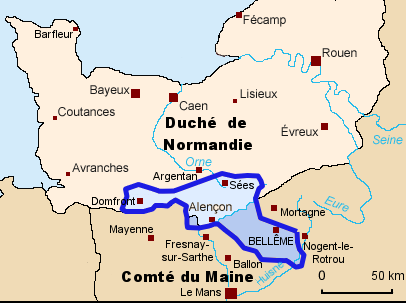
Senyoria de Bellême incloent Alençon

La senyoria de Bellême (sovint apareix com a Belleme) fou una jurisdicció feudal que es va estendre pel Maine i per Normandia; en aquest ducat el senyor de Belleme es van titular (entorn de l'any 1000) com a comtes d'Alençon sense perdre la condició de senyors de Bellême. Els senyors de Belleme van originar una notable casa senyorial que va tenir importància entre el segle x i xiii i va governar el comtat de Ponthieu.

## Ascens
Se'ls considera d'origen franc. L'ancestre Yves I descendiria d'un cert Yves de Creil, senyor establert a la riba de l'Oise al segle x. El Saosnois fou el seu centre familiar. Abans del 1000 alguns dels seus membres foren bisbes de Mans (Sigifred i Avesgald) i bisbes de Sées (Sigifred II de Bellême i Yves de Sées). Alguns d'aquests bisbes van cedir terres de la seva jurisdicció en feu als seus parents i al segle xi els senyors de Belleme s'havien fet amb un patrimoni important a la frontera entre el ducat de Normandia i el comtat del Maine i van formar de fet un principat independent que basculava entre aquests dos veïns, i els comtats de Blois i d'Anjou. A l'inici del segle xi Guillem I de Bellême va combatre a Herbert I Despertagos, comte del Maine, i vers 1027-1028 es va revoltar contra el duc de Normandia Robert el Magnífic. En una regió de boscos i turons, la senyoria constituïa una banda de terra llarga de 120 km amb les valls del Sarthe, Huismes i Mayenne travessant-la de nord a sud, formant eixos de comunicació entre Normandia i la vall del riu Loira; els castells dels senyors de Bellême estaven en aquestes vies i percebent taxes de trànsit de mercaderies. La senyoria era propera a terres del domini reial capet i era feudatària pels seus territoris de diversos senyors: el duc de Normandia per Alençon, el comte del Maine pel Passais i el Saosnois, i al rei de França pel Bellêmois.
Vers 1054, Guillem el Bastard (després Guillem el Conqueridor) va aconseguir sotmetre la regió i obligar al senyor i comte Guillem II Talvas a donar en matrimoni a la seva filla única i hereva a Mabila a un fidel de Guillem de nom Robert II de Montgomery, el que va assegurar un període de pau amb Normandia, però no per això es van deixar de produir enfrontaments amb els senyors veïns especialment els comtes de Mortagne. El fill de Mabila i Robert, Robert II de Bellême. Va prosseguir la política agressiva ja practicada per la seva mare; va construir fortaleses per assegurar el domini de la seva gran senyoria (en total uns 40 castells destacant els d'Alençon i de Bellême) i defensar-la de tota agressió.
El 1099, a la mort de son germà, Robert va heretar el comtat de Shrewsbury a Anglaterra. Uns anys després va morir el pare de la seva esposa, Guiu de Ponthieu, i Robert el va succeir al front del comtat de Ponthieu per dret uxori. Robert es va revoltar diverses vegades contra el rei d'Anglaterra i duc de Normandia i va acabar perdent: Enric I Beauclerc li va confiscar el comtat de Shrewsbury el 1102, i quan va esdevenir duc de Normandia el va arrestar i empresonar (1112) i l'any següent va conquerir les fortaleses de la senyoria de Belleme i va confiscar la mateixa senyoria. Encara que van conservar el comtat de Ponthieu ja mai van recuperar la seva capital, però almenys el rei d'Anglaterra, per intercessió de Folc I, va retornar el comtat d'Alençon el 1119 a Guillem III Talvas el fill de Robert, amb totes les terres que havia posseït el seu pare a Normandia (però no Belleme que era al Maine)

## Llista de senyors de Belleme
- Yves I de Bellême (Yves de Creil ?) (vers 940-995)
- Guillem I (vers 997-1028), primer a portar el títol de comte d'Alençon
- Robert I de Bellême (vers 1028-1034)
- Guillem II Talvas (1034-vers 1047 o 1048), mort vers 1053
- Arnald I 1047 o 1048 (assassinat)
- Yves, bisbe de Sées (vers 1048-1070)
- Mabila Talvas (1070-1077)
- Robert (II) de Montgomery 1070-1082 (marit de l'anterior vers 1054, + 1094)
- Robert II de Bellême 1082-1113 (mort vers 1134)

## Genealogia[1]
```
Yves l'Antic
 († vers 1005)
│
│
├─> 
Avesgald de Bellême
, 
bisbe de Mans

│
│
└─> 
Guillem I de Bellême
 († vers 1031-1035)
│
│
├─> 
Robert I de Bellême
 († vers 1035)
│
├─> 
Guillem II Talvas
 († v. 1053)
│ │
│ │
│ ├─> 
Mabila de Bellême
 († vers 1077)
│ │ X 
Roger II de Montgommery
 († 1094)
│ │ │
│ │ │
│ │ ├─> 
Robert II de Bellême
 († vers 1130), 
comte de Ponthieu

│ │ │ empresonat des de 1112.
│ │ │ X Agnès de Pontieu 
│ │ │ │
│ │ │ └─> 
Guillem III
 († 1170), comte de Ponthieu 
│ │ │
│ │ ├─> 
Hug de Montgommery
 († 1099), comte de Shrewsbury 
│ │ │
│ │ │
│ │ ├─> 
Arnold de Montgommery

│ │ │
│ │ │
│ │ └─> 
Roger el Poiteví
 († entre 1122 i 1140)
│ │ 
│ │ 
│ ├─> Guerí, senyor de 
Domfront
 († abans de 1050)
│ │ 
│ └─> Arnold († vers 1047-1048)
│
└─> 
Yves de Bellême
 (vers 1035-1070), 
bisbe de Sées
```